# Acanthomenexenus polyacanthus
Acanthomenexenus polyacanthus (PSG: 295) is een insect uit de orde van de Phasmatodea (wandelende takken).

## Galerij

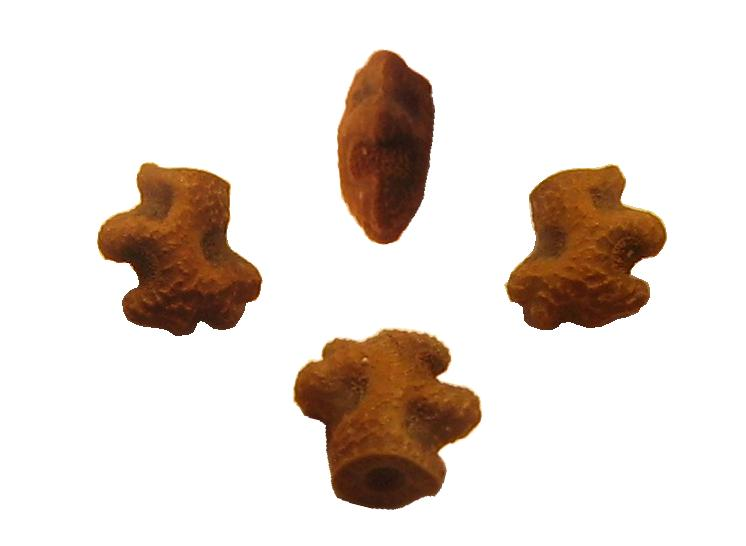
Eitjes
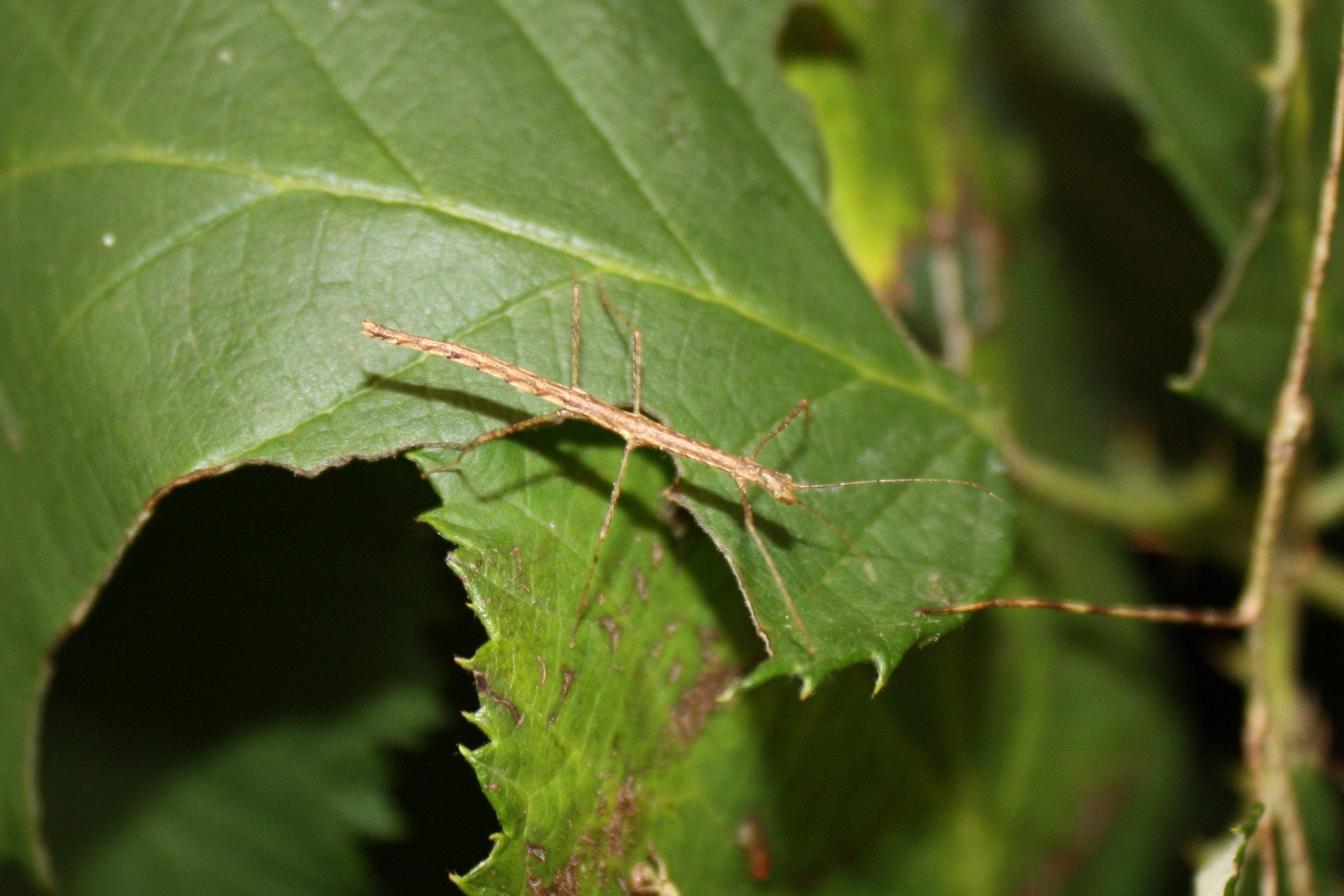
Nimf
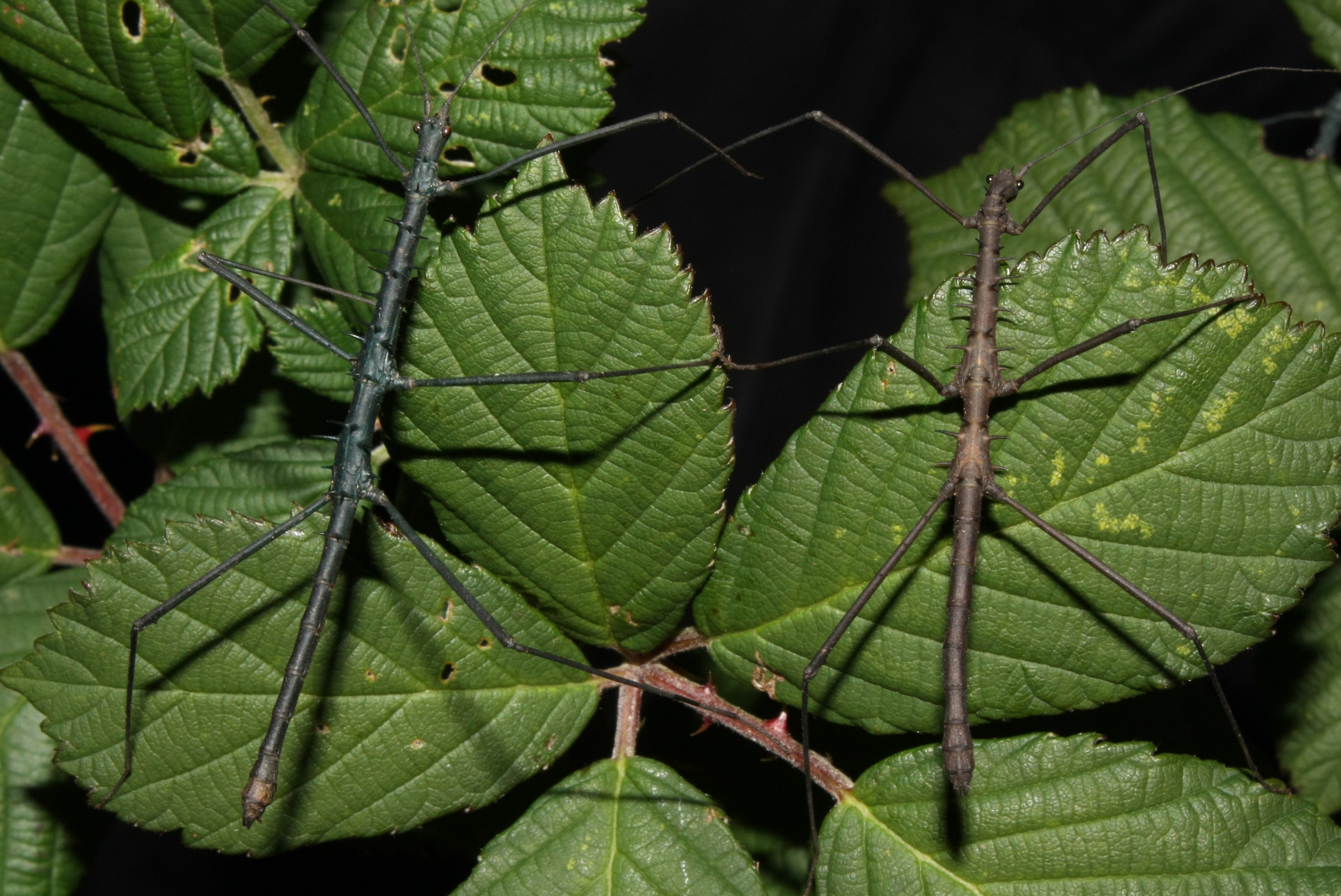
Twee mannetjes